# Jane Lynch
Jane Lynch (ur. 14 lipca 1960 w Dolton) – amerykańska piosenkarka oraz aktorka komediowa.
Znana z ról w komediach, takich jak Medal dla miss i 40-letni prawiczek oraz epizodycznych występach w serialach, takich jak Dwóch i pół (dr Linda Freeman, sarkastyczna terapeutka Charliego) i Zabójcze umysły (Diane Reid, matka Spencera Reida). Najbardziej kojarzona jest jednak z rolą Sue Sylvester w musicalowym serialu stacji FOX, Glee. Udzieliła także głosu dla jednej z ogrzyc w Shrek Forever. Zagrała również w filmie: Kopciuszek: Roztańczona historia, jako Dominique. W 2010 wystąpiła gościnnie w serialu telewizyjnym iCarly jako matka Sam.
Jest laureatką 3 nagród Emmy, które zdobyła: w kategorii Najlepszy gospodarz programu konkursowego lub reality-show za prowadzenie Hollywood Game Night (2014 i 2015) oraz w kategorii Najlepsza aktorka gościnna w serialu komediowym za rolę Sophie Lennon w serialu Wspaniała pani Maisel (2019).
Lynch jest lesbijką, w latach 2010-2014 była żoną Lary Embry.

## Filmografia
- 1993: Bakersfield P.D. jako Michelle Hathaway
- 1993: Empty Nest jako Tammy
- 1994: Świat według Bundych jako Greta
- 1994: Ich pięcioro jako dr Pennant
- 1994: The John Larroquette Show jako Evaluator
- 1995: In the House jako Ruth
- 1995: NewsRadio jako Carol
- 1996: Cybill jako Mrs. Sweeney
- 1996: Trzecia planeta od Słońca jako Mrs. Koppel
- 1996: Karolina w mieście jako Hostess
- 1996: Frasier jako Cynthia
- 1998: Taxi Killer
- 1998: Vice Versa jako Mrs. Linstrom
- 1999: Dharma i Greg jako Sheryl
- 1999–2000: Potyczki Amy jako ASA Perkins
- 2000: Z księżyca spadłeś? jako Doreen
- 2000: Red Lipstick jako końcowa prezenterka telewizyjna
- 2000: Color Me Gay jako Executive / Do-Rag Lesbijka
- 2000: Medal dla Miss jako Christy Cummings
- 2000: Kochane kłopoty jako pielęgniarka
- 2000: JAG – Wojskowe Biuro Śledcze
- 2000–2001: Prezydencki poker jako Reporterka
- 2001: Nice Guys Finish Last jako mama
- 2001: Martini jako dr Jane
- 2001: Dawnson's Creek jako Mrs. Witter
- 2001: Cursed jako Carla
- 2001: Asy z klasy jako Susie Klein
- 2001: The Division
- 2001: Arliss
- 2001: Boston Public jako Jane Morrell
- 2001: Family Law jako Cheryl Bowman
- 2001: Z Archiwum X jako Mrs. Anne T. Lokensgard
- 2001: Diabli nadali jako Dr. Foreman
- 2001-2002: Family Guy jako Dotty Campbell, nudystka
- 2001-2002:  Siódme niebo jako pielęgniarka
- 2002: Hiding in Walls jako Diane Hoffet
- 2002: Na własną rękę jako Agentka Russo
- 2002: The Big Time jako Miss Rush
- 2002: Titus jako oskarżycielka
- 2002: Felicity jako profesor Carness
- 2002: MDs jako Aileen Poole, pielęgniarka, doktor filozofii
- 2003: Watching Ellie jako Roman
- 2003: The Dead Zone jako Flo McMurtry
- 2003: Spider-Man: The New Animated Series jako Oscorp Executive
- 2003: Jim wie lepiej jako Janice
- 2003: Koncert dla Irwinga jako Laurie Bohner
- 2003: Exposed jako Julie Gross
- 2004: Little Black Boot jako Grace
- 2004: Surviving Eden jako Maude Silver
- 2004: Piżama party jako Gabby Corky
- 2004: Memoirs of an Evil Stepmother
- 2004: Lemony Snicket: Seria niefortunnych zdarzeń jako pośrednik w sprzedaży nieruchomości
- 2004: Aviator jako Amelia Earhart
- 2004: Nowojorscy gliniarze jako Sussana Howe
- 2004: Detektyw Monk jako Dr. Julie Waterford
- 2004: Las Vegas jako Helen Putasca
- 2004: Arrested Development jako Cindi Lightbaloon
- 2004: Przyjaciele jako Ellen
- 2004: Weronika Mars jako Mrs. Donaldson
- 2005: Holly Hobie and Firends: Suprise Party jako Joan Hobbie / Minnie
- 2005: 40-letni prawiczek jako Paula
- 2005: Bam Bam and Celeste jako Darlene
- 2005: Kalifornijczycy jako Sybill Platt
- 2005: Unscripted jako Jane
- 2005: CSI: Crime Scene Investigation jako Renger
- 2005: Blind Justice jako dr Taylor
- 2005: Podwójne życie Jagody Lee jako Madame Rothchild
- 2005: Trawka jako kobieta od cukierków
- 2005: Illeanarama
- 2005-2006: Rodney jako Amy O’Brien
- 2005–2009: Słowo na L jako Joyce Wischnia
- 2006: Gotowe na wszystko jako Maxime Bennet[6]
- 2008: Kopciuszek: Roztańczona historia jako Dominique Blatt
- 2008: The Rocker
- 2008: Wyrolowani jako Gayle Sweeney
- 2009-2015: Glee jako Sue Sylvester
- 2021: Zbrodnie po sąsiedzku jako Sazz Pataki[7]

## Nagrody
- Złoty Glob Najlepsza aktorka drugoplanowa w serialu, miniserialu lub filmie telewizyjnym: 2010 Glee
- Nagroda Emmy Najlepsza aktorka drugoplanowa w serialu komediowym: 2010 Glee
- Nagroda Gildii Aktorów Ekranowych Najlepsza obsada serialu komediowego: 2010 Glee